# Neriene conica
Neriene conica är en spindelart som först beskrevs av George Hazelwood Locket 1968.  Neriene conica ingår i släktet Neriene och familjen täckvävarspindlar. Inga underarter finns listade i Catalogue of Life.